# Pleotomus pallens

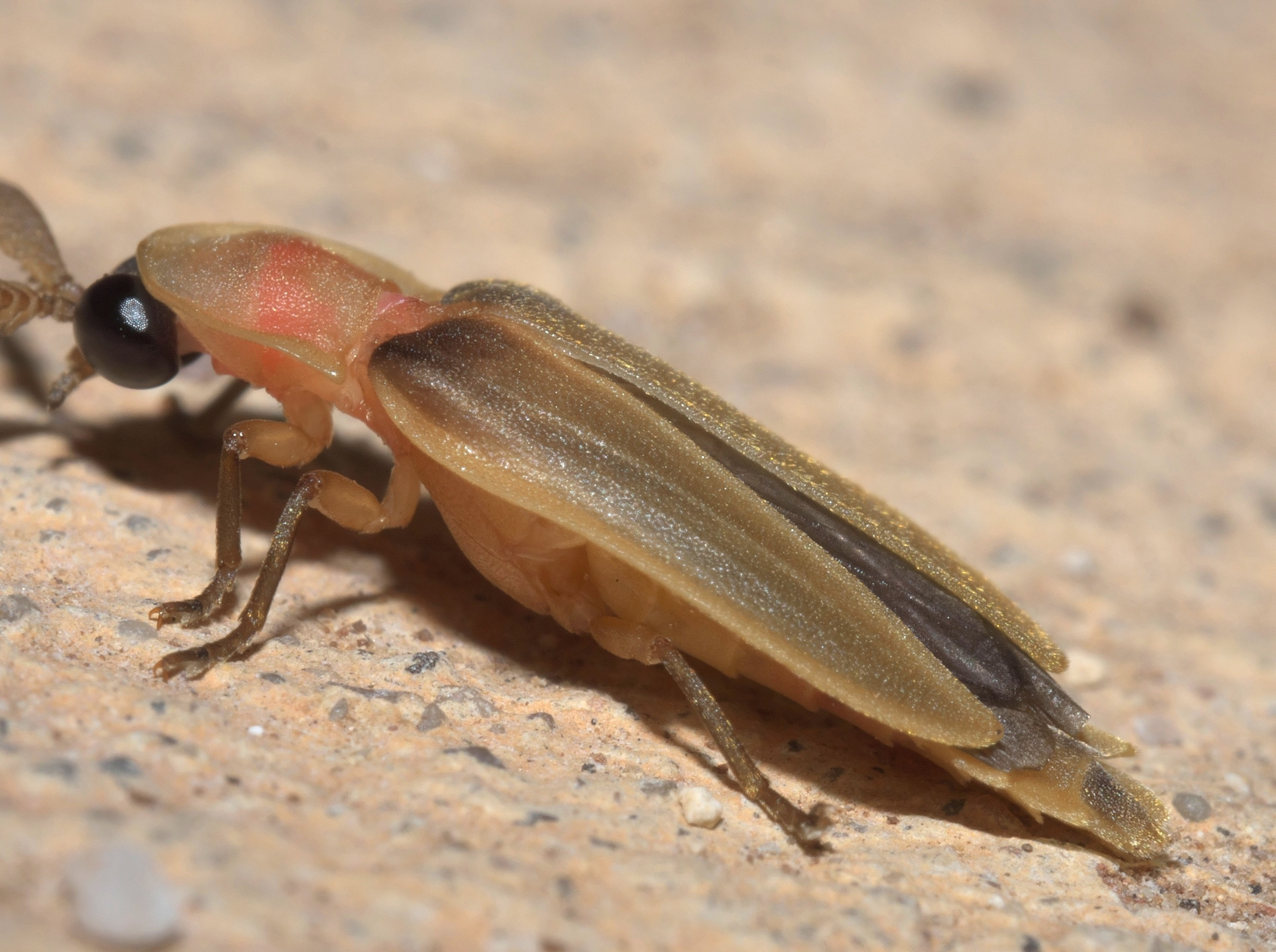

Pleotomus pallens is een keversoort uit de familie glimwormen (Lampyridae). De wetenschappelijke naam van de soort werd voor het eerst geldig gepubliceerd in 1866 door LeConte.